# 高智蓮
高智蓮（1997年10月16日—）是在日本出生的朝鮮人，就讀於朝鮮在海外唯一設立的朝鮮大學校，曾代表朝鮮參加東亞空手道錦標賽、亞洲運動會、世界空手道錦標賽。

## 外部連結
- 高智蓮的X（前Twitter）
- . World Karate Federation （英语）.